# Szekessya flavipennis
Szekessya flavipennis is een keversoort uit de familie platsnuitkevers (Salpingidae). De wetenschappelijke naam van de soort werd in 1957 gepubliceerd door Kulzer.